# Куба на літніх Олімпійських іграх 1904
Куба на літніх Олімпійських іграх 1904  була представлена трьома спортсменами у 2 видів спорту. Країна посіла 3-те місце в загальнокомандному медальному заліку.
Результати деяких спортсменів у фехтуванні, виділені курсивом, зараховані змішаній команді.

## Медалісти

### Золото
|   |                           |                                |
| № | Спортсмени                | Вид спорту (дисципліна)        |
| 1 | Рамон Фонст               | Фехтування (рапіра)            |
| 2 | Рамон Фонст, Мануель Діас | Фехтування (рапіра - командна) |
| 3 | Рамон Фонст               | Фехтування (шпага)             |
| 4 | Мануель Діас              | Фехтування (шабля)             |

## Результати змагань

### Легка атлетика

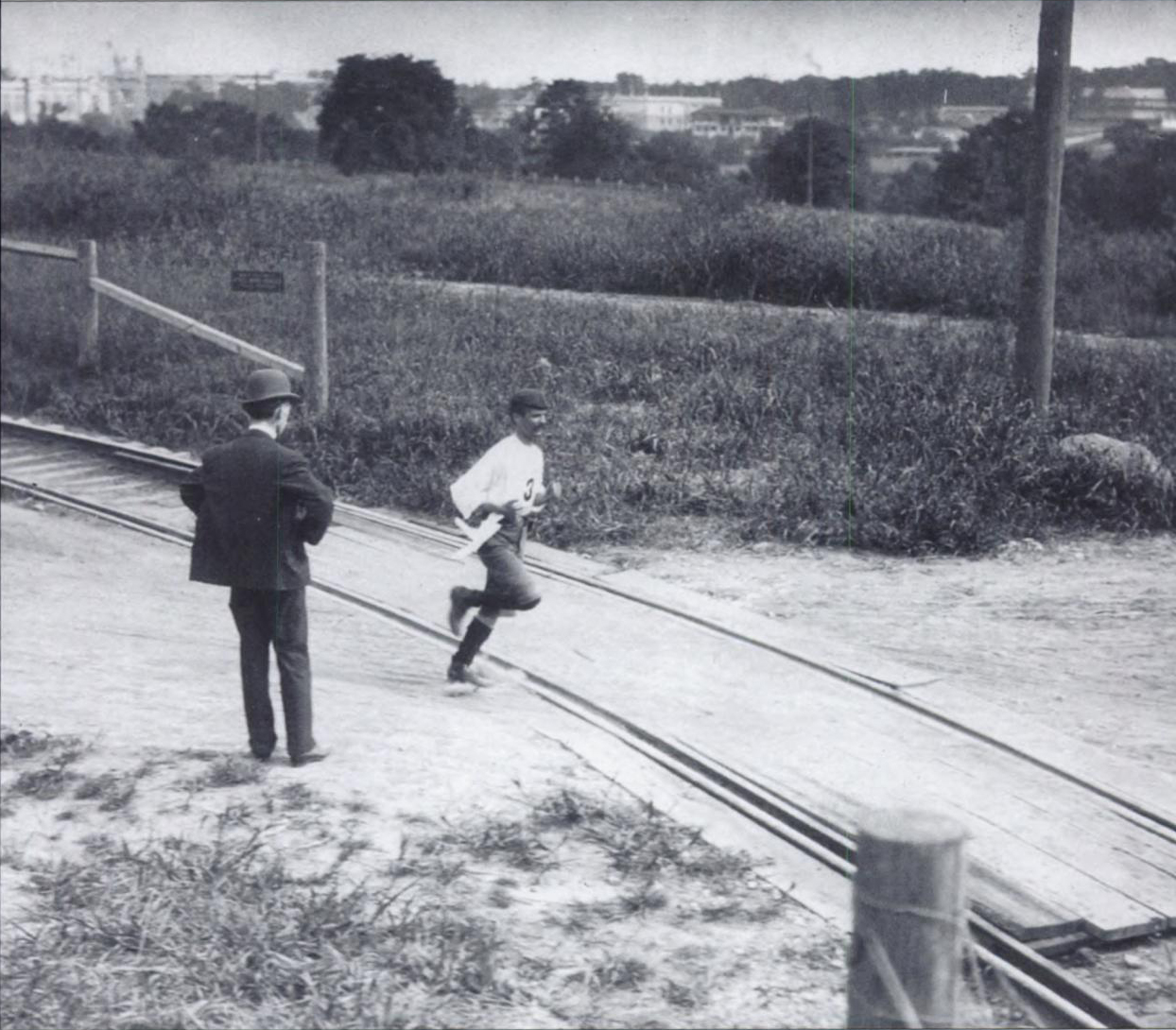
Фелікс Карвахаль під час забігу на Олімпійському марафоні

| Змагання | Спортсмен        | Фінал     | Фінал |
| Змагання | Спортсмен        | Результат | Місце |
| -------- | ---------------- | --------- | ----- |
| Марафон  | Фелікс Карвахаль | невідомо  | 4     |

### Фехтування
| Соревнование      | Спортсмен                                                               | Півфінал | Півфінал | Півфінал | Фінал    | Фінал    | Фінал    | Фінал |
| Соревнование      | Спортсмен                                                               | Перемог  | Поразок  | Місце    | Уколів   | Перемог  | Поразок  | Місце |
| ----------------- | ----------------------------------------------------------------------- | -------- | -------- | -------- | -------- | -------- | -------- | ----- |
| Рапіра            | Рамон Фонст                                                             | 4        | 0        | 1        | невідомо | 3        | 0        | 1     |
| Рапіра (командна) | Мануель Діас · Куба · Альбертсон Ван Зо Пост · США · Рамон Фонст · Куба |          |          |          | невідомо | 7        | 2        | 1     |
| Шпага             | Рамон Фонст                                                             |          |          |          | невідомо | невідомо | невідомо | 1     |
| Шабля             | Мануель Діас                                                            |          |          |          | невідомо | 3        | 0        | 1     |

## Помилкова думка щодо національної приналежності переможців Олімпійських ігор
- Альбертсон Ван Зо Пост(інші мови) - має відзнаку першого американця, який здобув олімпійське золото у фехтуванні – досягнення, яке не повторювалося понад 90 років. Цю заслугу довго не визнавали через поширену помилкову думку, що він був членом кубинської команди на Олімпіаді. Насправді він походив зі старовинної нью-йоркської родини.[2]
- Чарльз Тетхем(інші мови) - офіційний звіт Олімпіади 1904 року вказував, що Тетхем представляв Кубу.[3] На тих іграх багато спортсменів, попри американське громадянство, були записані як представники країни свого походження.[4]